# 大阪城公園

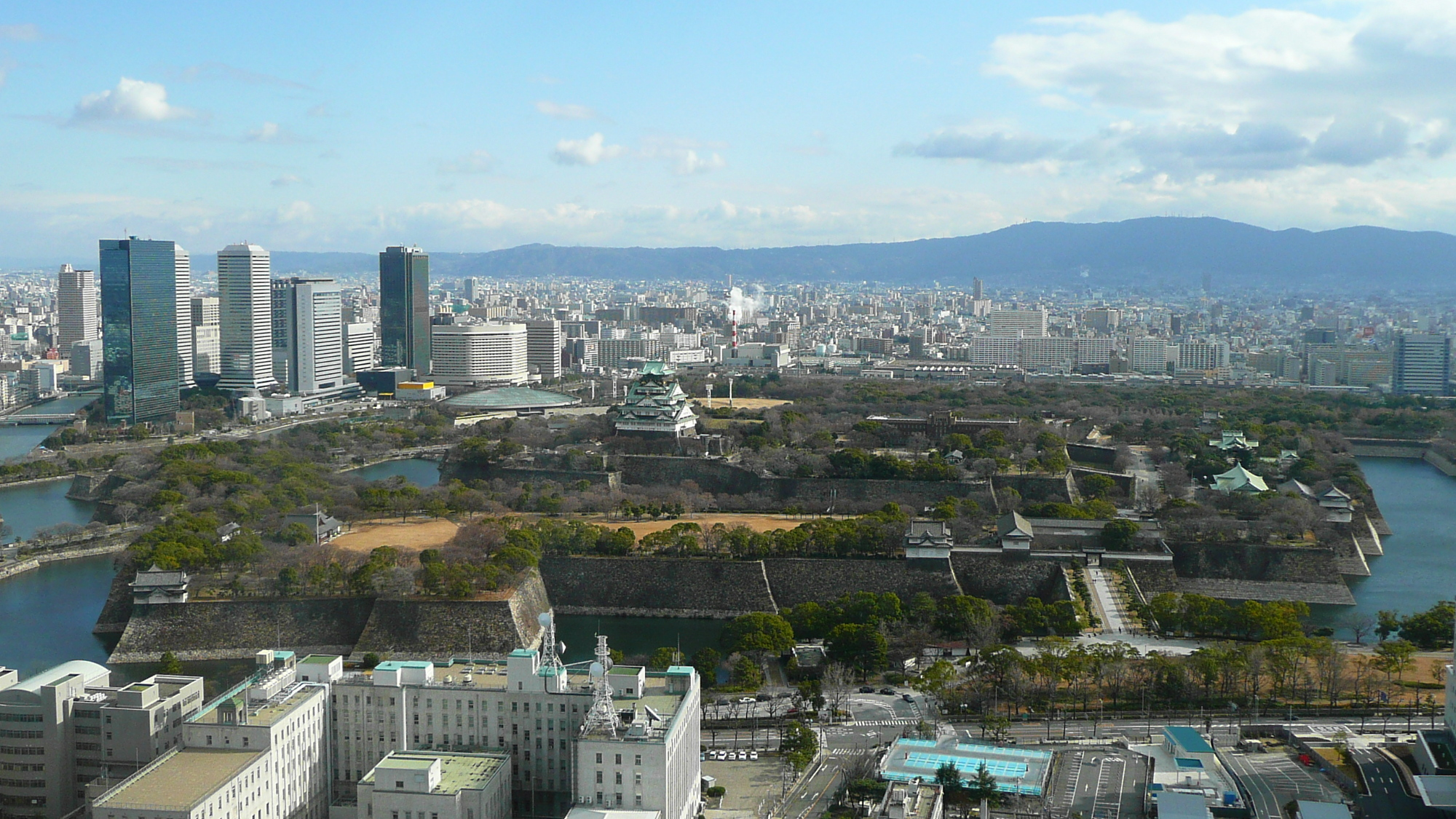
公園全景

大阪城公園是位於大阪市中央區的大型綠地公園。

## 概要
昭和天皇即位大禮記念事業之一，大阪城特別史跡地內幅員廣大的歷史公園，於全球經濟大蕭條期中的1931年（昭和6年）克服種種困難而完成。目前園區內有大阪城國際文化運動館（大阪城館）、多用途運動場的太陽廣場、軟式棒球場、野外音樂堂、橄欖球・足球場等公共設施。聳立於公園中央的大阪城天守閣，設有供開放參觀的展望臺與歷史博物館（需付費），最頂層可以眺望從生駒山到大阪灣一帶的大阪平原。星期日白天，園中有不少業餘樂隊演奏（街頭音樂表演）。公園內廣栽各種樹木，每逢花季是賞櫻、賞梅的勝地，堀岸更可以看到一家扶老攜幼觀賞水邊的野鳥。不僅是深受大阪市民喜愛的都會綠洲，來自日本國外的觀光客也不少。
北外濠與東外濠的外緣一帶（從西北的京橋口順時針方向至東南的玉造口），以前是日本陸軍的大阪砲兵工廠，因此第二次世界大戰中曾遭受美軍密集轟炸，至今附近進行土木工程時仍偶而發現未爆彈。另外，原本建立於中之島的豐國神社，也於1961年（昭和36年）遷座至公園內。

## 設施

### 歷史建築‧古蹟

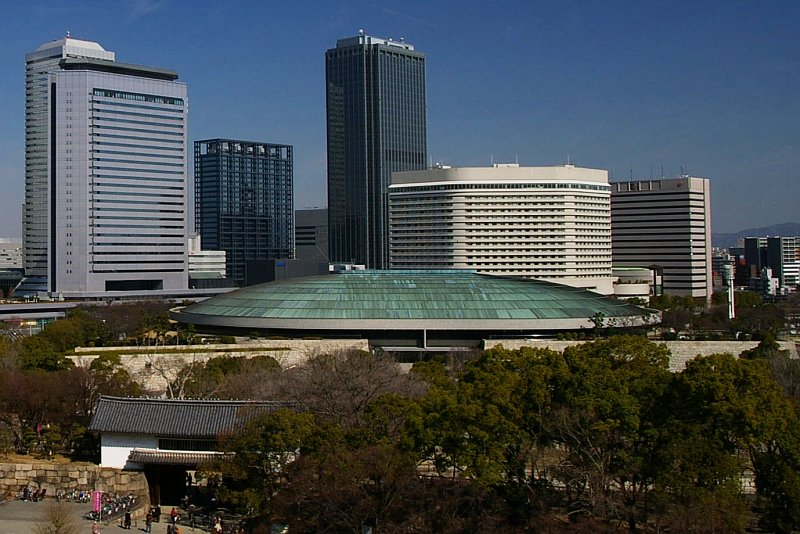
大阪城館，背景是大阪商務園區

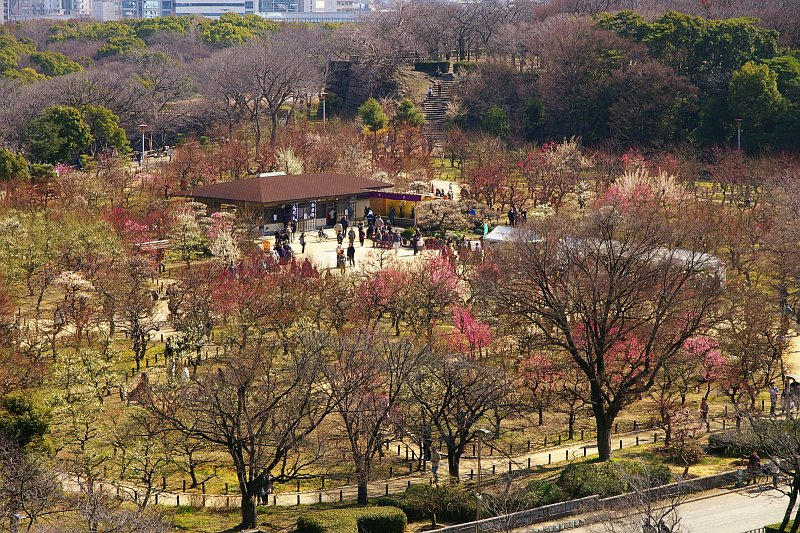
梅林

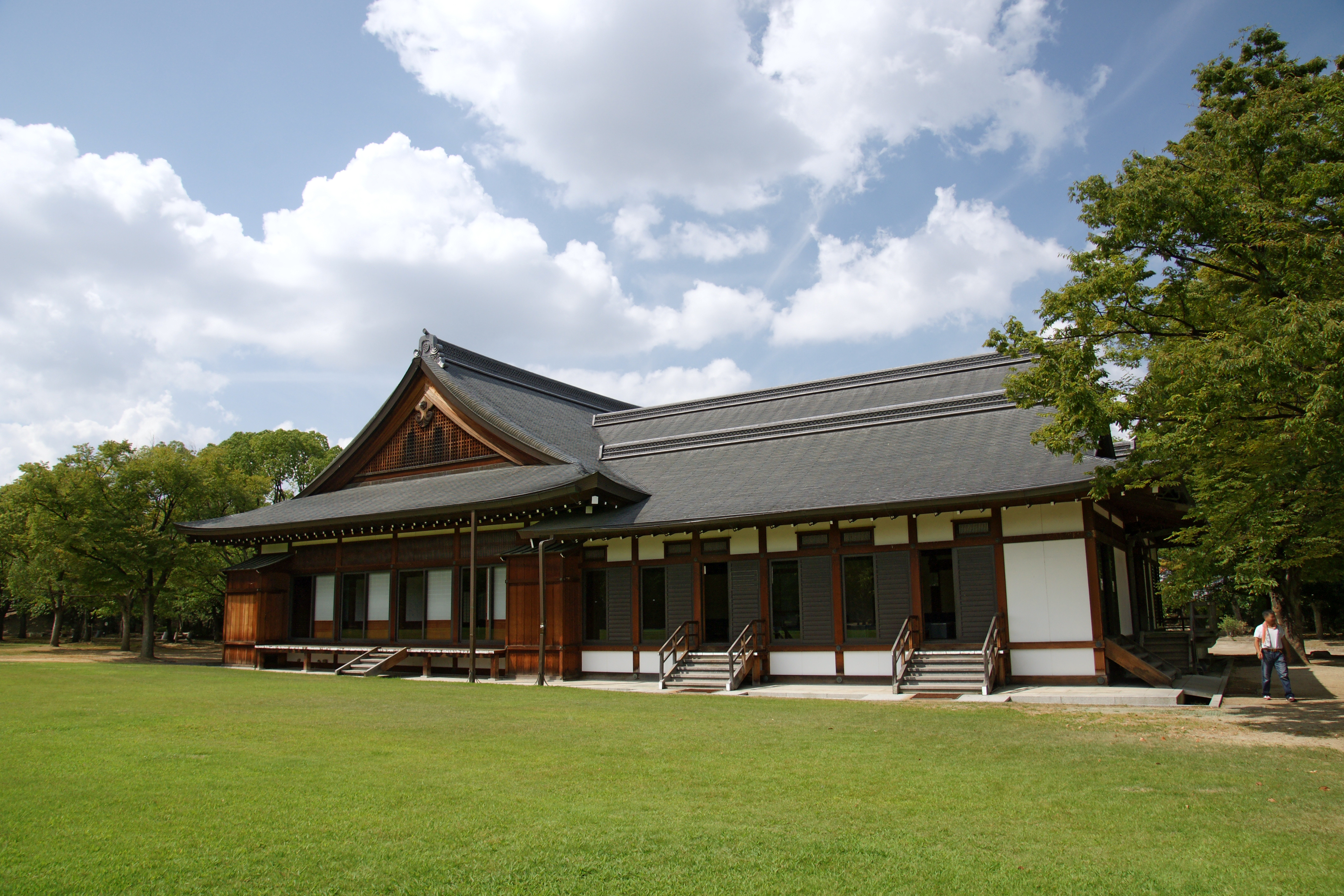
大阪迎賓館

- 大阪城
  - 天守閣
  - 金藏
  - 櫻門
  - 多聞櫓
  - 大手門
  - 青屋門
  - 乾櫓
  - 千貫櫓
  - 六番櫓
  - 一番櫓
  - 內濠
  - 西外濠
  - 北外濠
  - 東外濠
  - 南外濠
  - 燄硝藏（西之丸庭園）
- 石山本願寺推定地
- 蓮如上人懸袈裟之松
- 豐臣秀賴‧淀殿等自刃之碑

### 神社佛閣
- 豐國神社
  - 秀石庭
- 生國魂神社御旅所
- 無緣佛回向供養塔

### 文化設施‧運動設施
- 大阪城國際文化運動館
- 大阪城音樂堂
- 修道館
- 棒球場（太陽廣場）
- 弓道場
- 大阪國際和平中心（Peace Osaka）

### 公園設施
- 西之丸庭園
  - 大阪迎賓館
  - 茶室（豐松庵）
- 日本庭園
- 梅林
- 桃園
- 市民之森
- 記念樹之森
- 早稻田之森（二之丸）
- 回憶之森
- 刻印石廣場
- 噴水

### 地理設施
- 二等三角點（大阪城）

### 政府機構
- 東部方面公園事務所
- 大手前配水池
- 大手前配水場 高地區幫浦場

### 日本陸軍關聯設施
- 原中部軍管區司令部（第四師團司令部）【前大阪市立博物館】
- 原大阪砲兵工廠化學分析場

### 其他

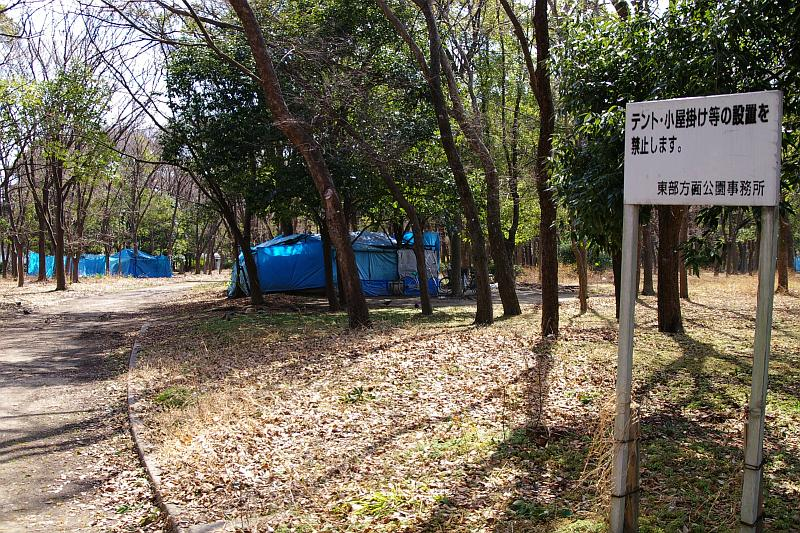
零星散布的遊民帳篷（太陽廣場附近）。

- 教育塔
- 大阪社會運動顯彰碑
- 大阪城港（大阪水上巴士）

### 停車場
- 森之宮停車場
- 城南巴士停車場

### 本公園附近的主要文化公共設施
- 大阪歷史博物館
- NHK大阪放送局
- 大阪府立青少年會館
- 森之宮Piloti Hall
- Izumi Hall
- 大阪府廳、大阪府警察本部
- 大阪城音樂廳

## 攝影集

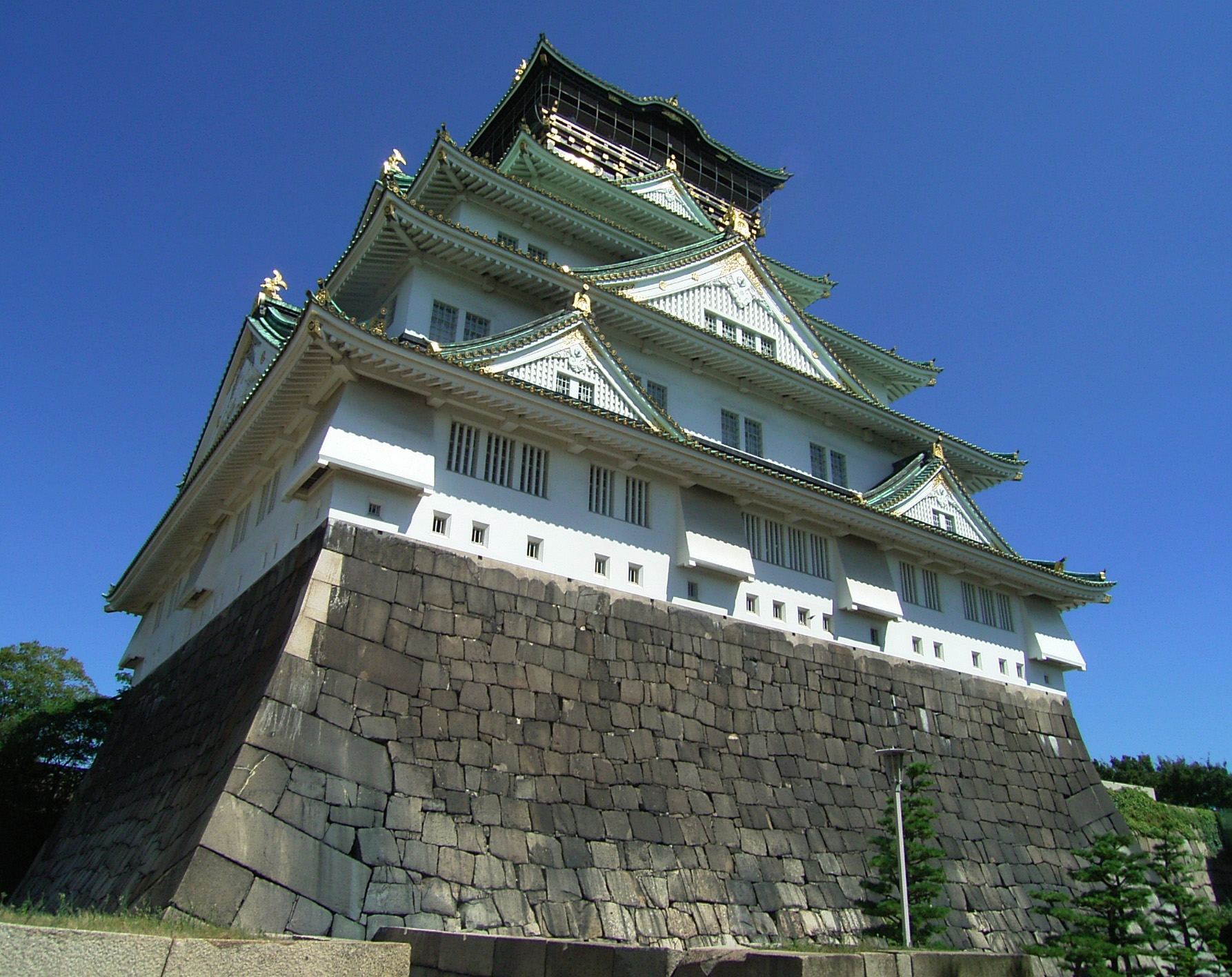
大阪城天守閣
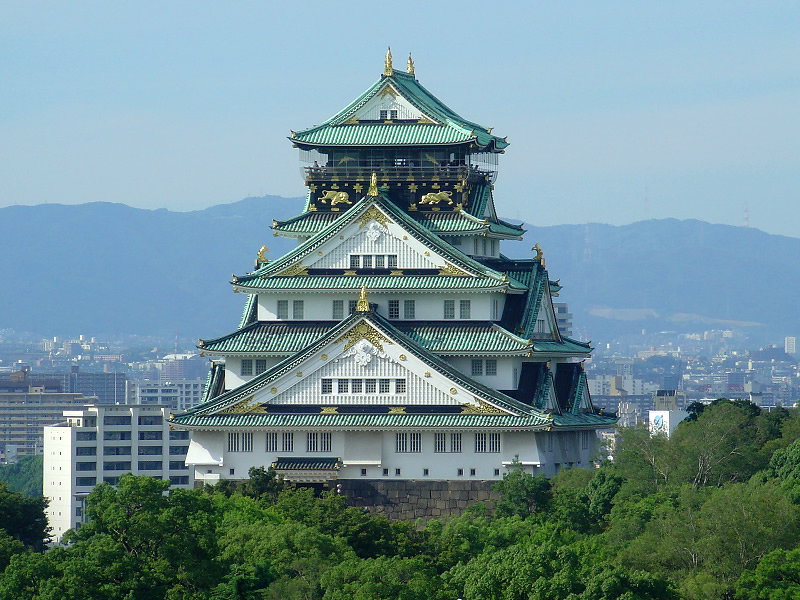
大阪城天守閣
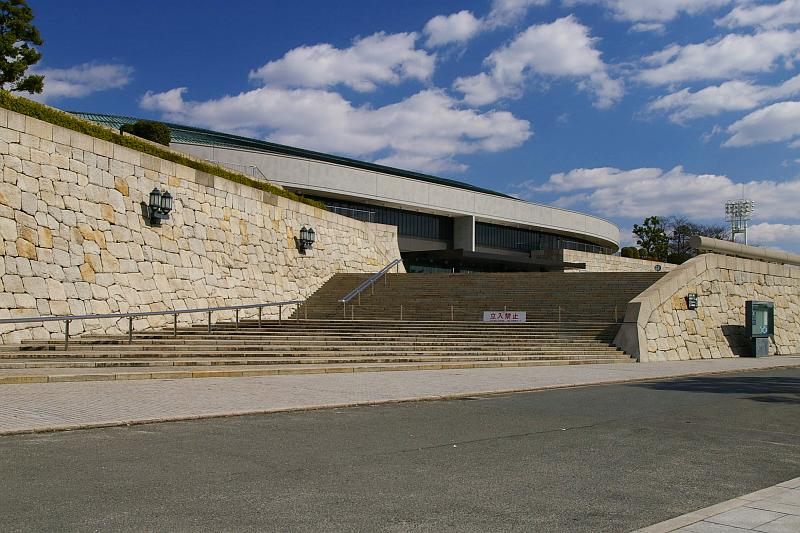
大阪城國際文化運動館
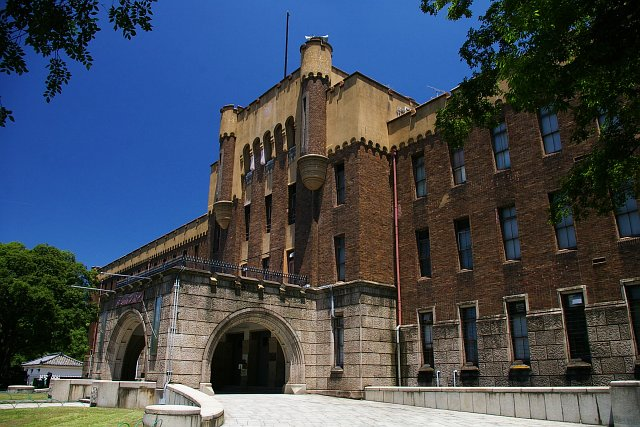
原第四師團司令部
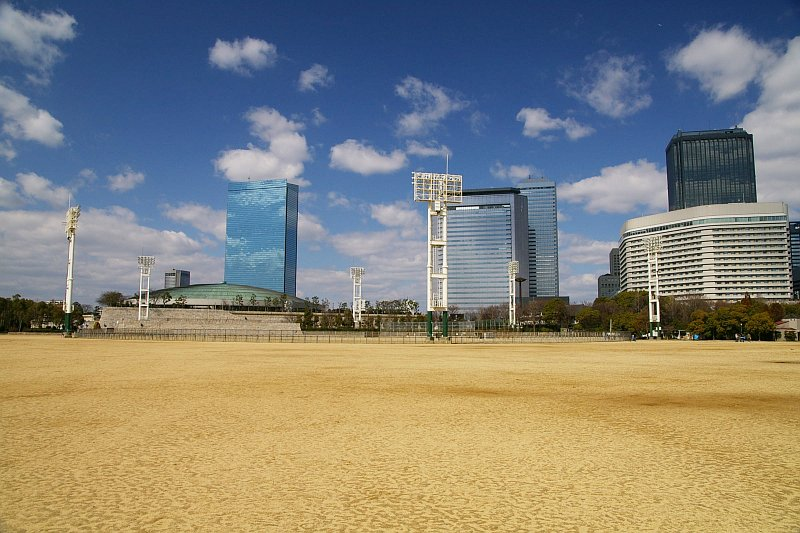
太陽廣場及棒球場
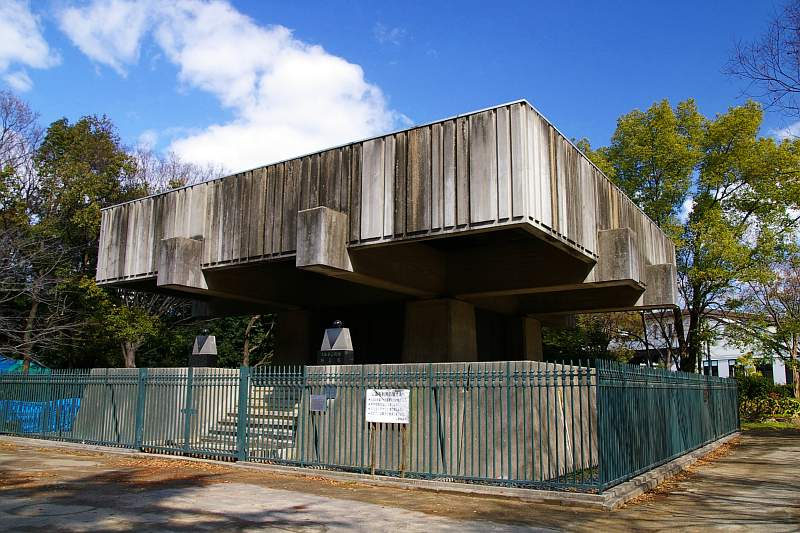
社會運動顯彰碑
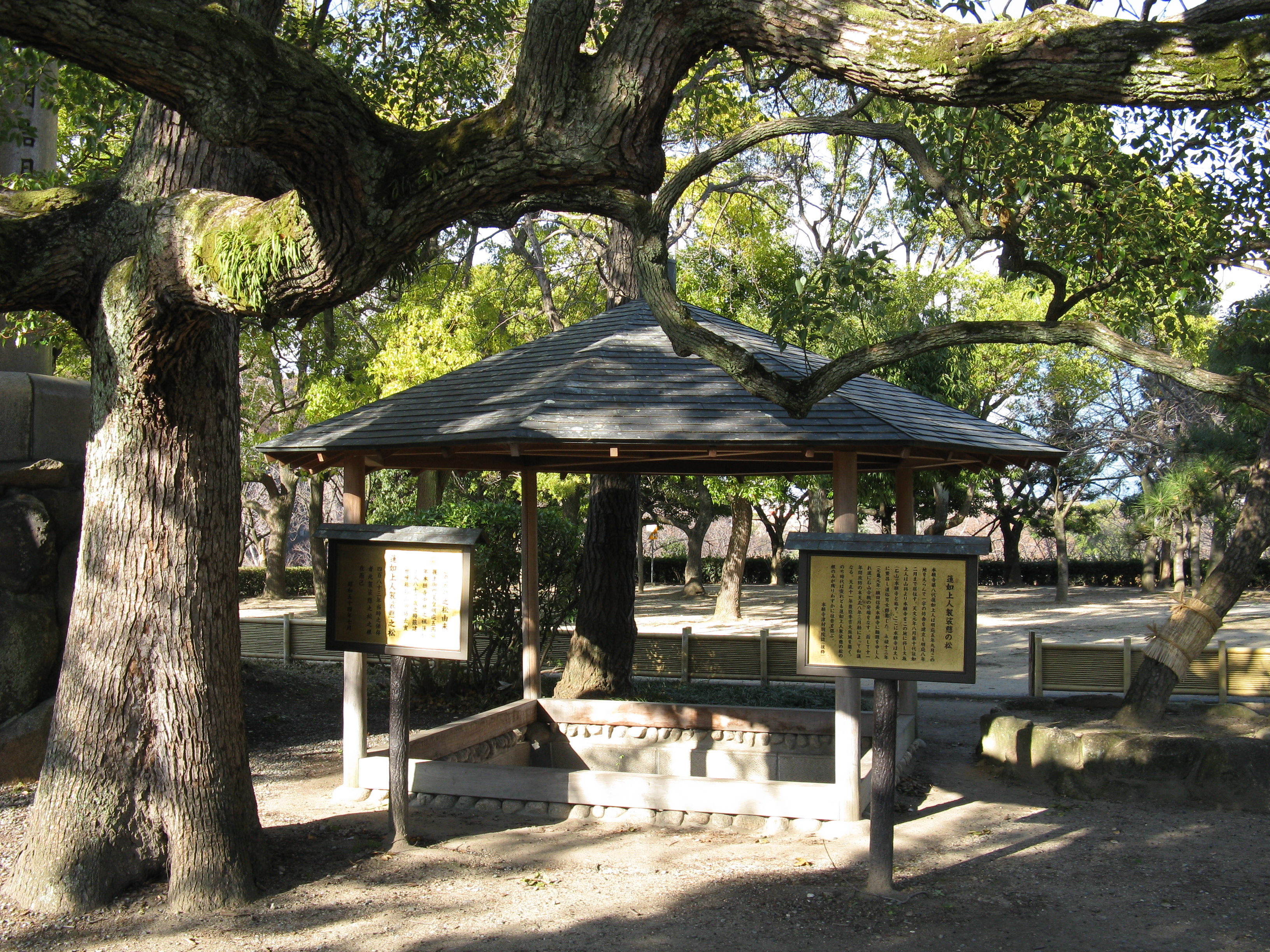
蓮如上人懸袈裟之松
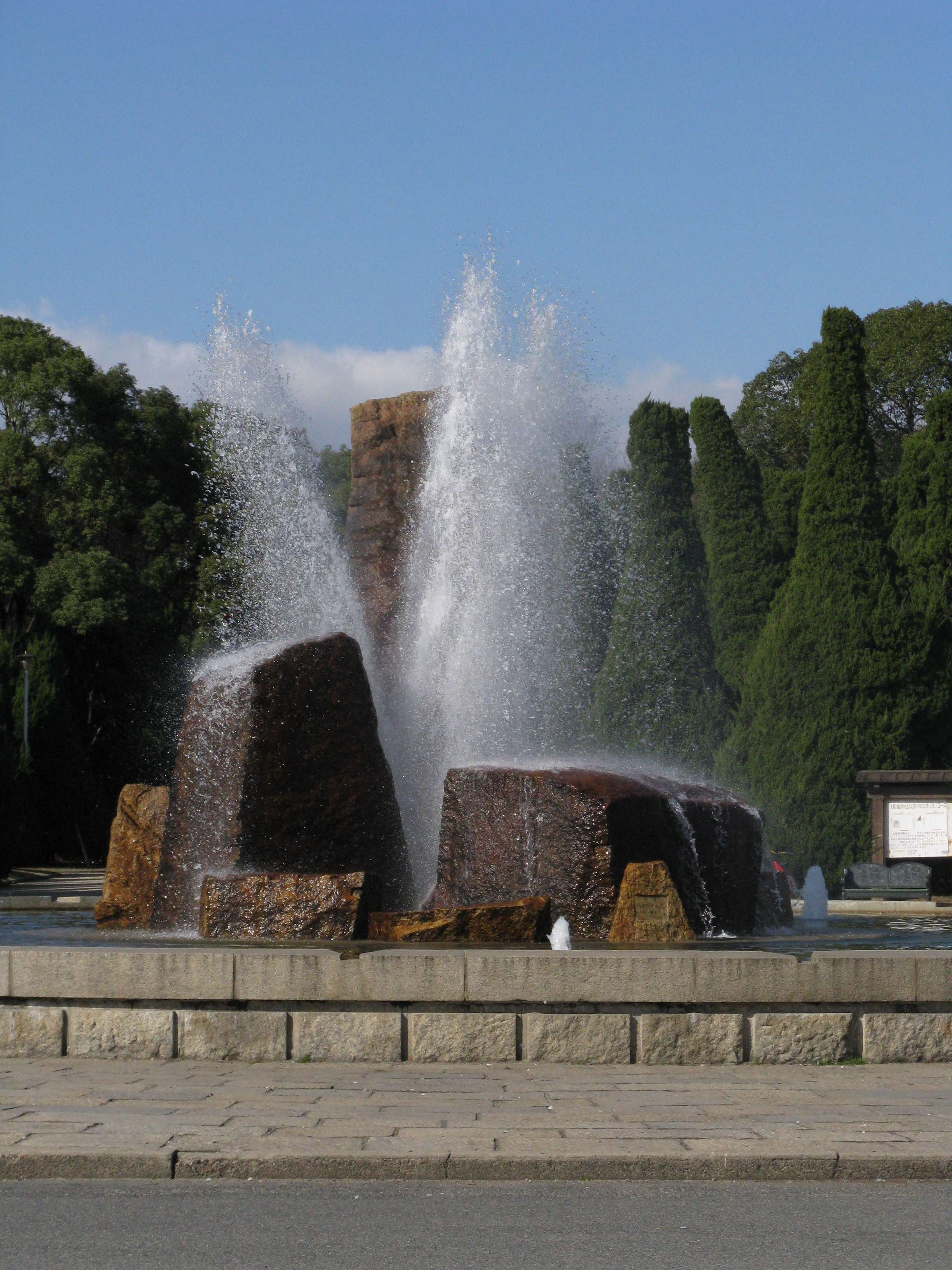
噴水

## 其他

### 遊民問題
由於1990年代泡沫經濟崩潰以降的長期不景氣影響，大阪城公園內遊民搭建的違章建築與帳篷急速增加，形成號稱「帳篷村」的集落。帳篷數據大阪市調查最多時達655件，但是經行政強制執行拆除帳篷，以及2002年起設置大阪城暫設一時避難所並鼓勵入所後，2007年8月末的帳篷數已減少至56件（45人）。目前大阪城公園只有東外堀的外側地區還有稀疏的帳篷村存在。
2006年初大阪城公園配合全國都市綠化運動，與靱公園同時進行強制拆除帳篷時，行政單位與遊民支持者間發生著名的激烈衝突事件。
這不只是遊民人數高居日本第一的大阪問題，也同樣存在於東京與名古屋等大都會，為全日本的社會問題。大阪市除設置自立支援中心與巡迴咨商等對策外，並配合恢復公園正當利用的法律措施（強制拆除帳篷等）以圖解決。

### 曾舉辦夜間光影活動
於2018年12月15日起， 世界頂尖影像聲光團隊「Moment Factory」在大阪城公園舉辦了歷時3年的常設展「SAKUYA LUMINA」， 融合了充滿幻想的音樂、光線，以及大阪城自然環境的夜行體驗活。

## 交通方式
- 大阪市營地下鐵：天滿橋站、森之宮站、谷町四丁目站、大阪商務園區站
- 京阪電鉄：天滿橋站
- JR西日本：大阪城公園站、森之宮車站（從各車站徒步約15－20分鐘）
- 大阪市營巴士：馬場町或大手前停留所下車
  - 從大阪上本町站搭乘62系統約10分鐘
- 大阪水上巴士：大阪城港
- 公園內移動交通系統：道路列車（Road Train）

通常路徑：大手門前 - 城南停車場前 - 櫻門前
季節限定路徑：大阪城公園車站前 - 青屋門前

## 腳注
1. ↑  關於大正期的大阪城公園計劃，與昭和初年實際完成時的差別，請參考橋寺知子「開園時の大阪城公園と大正期の計画案について : 近代の大坂城址の利用に関する研究 （页面存档备份，存于）」（社團法人日本建築學會《日本建築学会近畿支部研究報告集》第42號・計劃系 2002年6月 1029 - 1032頁）
2. ↑  .   [2010-11-14]. （原始内容存档于2021-01-12）.
3. ↑  .   [2010-11-14]. （原始内容存档于2012-10-16）.
4. ↑  大阪城公園 豊かなドラマ映し出す （页面存档备份，存于） 大阪日日新聞 2010年10月24日
5. ↑  關於大阪城公園在二次大戰中空襲的記錄與遺跡，請參考大阪市學校園教職員組合城北支部《大阪市内で戦争と平和を考える》大阪城の戦争遺跡 （页面存档备份，存于）
6. ↑  .   [2010-11-14]. （原始内容存档于2010-12-07）.
7. ↑  大阪城仮設一時避難所 大阪市役所 ゆとりとみどり振興局発表資料[永久]
8. ↑  遊民帳篷強制拆除新聞 2006年1月30日 日刊Sport記事 （页面存档备份，存于）
9. ↑  遊民人數之根據 平成20年1月 厚生労働省 ホームレスの実態に関する全国調査 （页面存档备份，存于）
10. ↑  大阪市役所的遊民對策 大阪市役所 野宿生活者（ホームレス）対策について （页面存档备份，存于）
11. ↑  大阪市的帳篷拆除方針 都市經營會議・執行會議 議事錄[永久]
12. ↑  ddp. . Daydayplay.hk 日日玩旅遊優惠情報網. 2019-02-01  [2024-12-11]. （原始内容存档于2025-01-14） （中文（香港））.

## 外部連結
- 日本國土地理院・國土變遷資料庫 空中攝影閱覽系統：大阪城公園[永久]
- 日本國土地理院 電子國土地圖：大阪城公園[永久]
- 與兒童同樂大阪城公園